# 盾形毛肤石鳖
盾形毛肤石鳖（学名：Acanthochitona scutigera），是石鳖目毛肤石鳖科毛肤石鳖属的一种。主要分布于中国大陆黃渤海區的石城島、東 島、石島、五壘島、青島、石臼所等地，常栖息在潮间带。